# Landless People's Movement

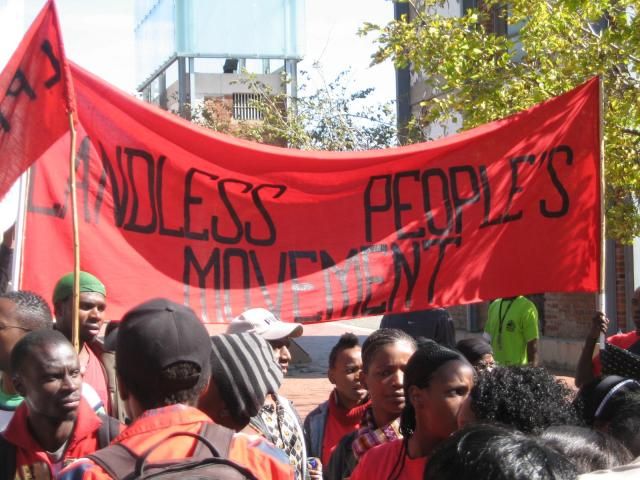
Manifestazione del Landless People's Movement a Johannesburg nel 2009.

Il Landless People's Movement (in lingua inglese Movimento della Gente Senza terra) è un movimento sociale indipendente in Sudafrica. È composto da contadini e da persone che vivono in baraccopoli situate ai margini delle città e della società. Il movimento si prefigge lo scopo di boicottare le elezioni parlamentari e ha forti contrasti con il Congresso Nazionale Africano; è affiliato alla Via Campesina e fa parte del gruppo Poor People's Alliance. Il movimento è fondatore della campagna No Land! No House! No Vote! iniziata nel 2004.